# Thomas Vere Hodgson
Thomas Vere Hodgson (1864–1926) foi um biólogo que participou na Expedição Discovery de 1901–1904, conhecido pelo nome Muggins. Interessou-se por biologia marítima nos tempos livres, e arranjou trabalho na Associação Biológica e Marítima, em Plymouth. Trabalhou com o material recolhido na Expedição Southern Cross, antes de integrar a Expedição Discovery, como um dos seus membros mais velhos, com 37. Inicialmente, o lugar de naturalista da expedição tinha sido oferecido a William Speirs Bruce que, no entanto, recusou, escolhendo antes a Expedição Nacional Antártica Escocesa. O trabalho de Hodgson no Discovery estabeleceu as primeira descrições biológicas do fundo do mar na Antárctida.
Hodgson foi nomeado para curador do Museu de Plymouth, no seu regresso, e continuou a analisar as colecções da  on his return and went on to study the collections from the Expedição Nacional Antártica Escocesa de 1902–1904. Morreu em Maio de 1926.
A Biblioteca Nacional Marítima e Biológica da Associação Biológica e Marítima tem no seu arquivo alguns dos trabalhos científicos de Hodgson.
O Cabo Hodgson, o ponto extremo norte da Ilha Black do arquipelago de Ross, recebeu o seu nome.
Hodgson era membro do Real Instituto Antropológico da Grã-Bretanha e Irlanda.